# 에티엔 메윌

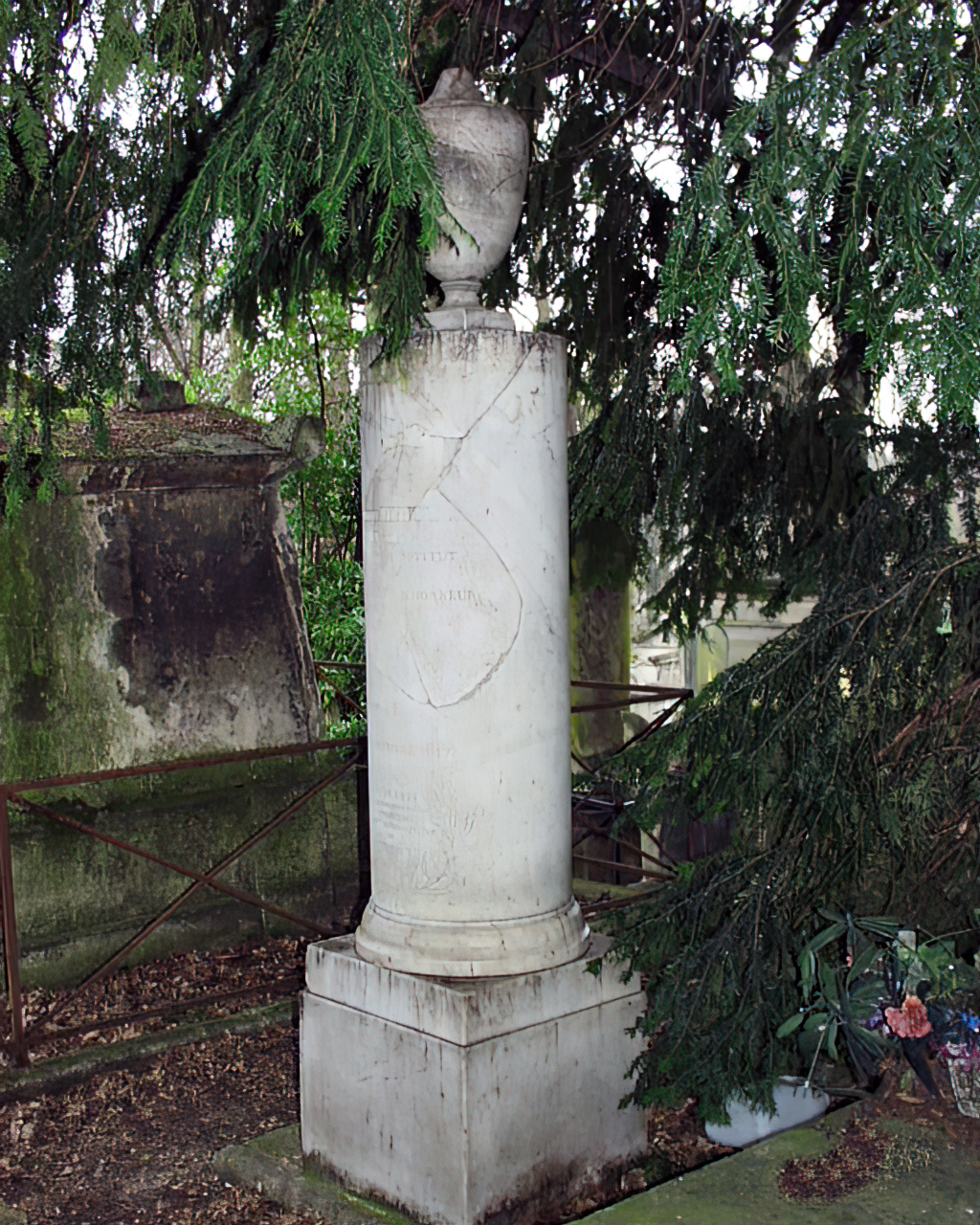
파리에서 있는 메윌의 묘

에티엔 니콜라 메윌(프랑스어: Etienne Nicolas Méhul, 1763년 6월 22일~1817년 10월 18일)은 프랑스의 작곡가이다. 처음은 오르가니스트였으나 뒤에 글루크의 오페라에 감격, 그의 권유와 조언으로 오페라 창작에 전념하였다. 기품있는 멜로디와 힘찬 양식에 단정한 고전성을 보이는 그의 음악은 프랑스 대혁명 시대의 가장 고귀한 음악가로서 평가를 받았다. 모두 30곡이 넘는 오페라와 발레곡 가운데에서 가장 뛰어난 작품은 오페라 <조제프>(1807)이다.